# Gle Kareuengreuboh
Gle Kareuengreuboh är ett berg i Indonesien.   Det ligger i provinsen Aceh, i den västra delen av landet, 1 800 km nordväst om huvudstaden Jakarta. Toppen på Gle Kareuengreuboh är 362 meter över havet.
Terrängen runt Gle Kareuengreuboh är varierad.Runt Gle Kareuengreuboh är det ganska glesbefolkat, med 38 invånare per kvadratkilometer. I omgivningarna runt Gle Kareuengreuboh växer i huvudsak städsegrön lövskog.